# Command & Conquer: Red Alert 2 – Yuri’s Revenge
Command & Conquer: Red Alert 2 – Yuri’s Revenge – gra wydana w 2001 roku przez firmę Westwood, jest kontynuacją wydanego rok wcześniej Command & Conquer: Red Alert 2.
W grze ponownie gracz ma do czynienia z siłami Aliantów i Sowietów, które muszą się tym razem zmagać z nową potęgą – Yurim. Gra pod względem fabularnym jest na bardzo wysokim poziomie, a między misjami mamy ponownie wstawki filmowe, które zagłębiają gracza w historię Yuriego, granego przez Udo Kiera. Ścieżka dźwiękowa, podobnie jak w innych częściach serii C&C, składa się z metalowych kawałków stworzonych przez Franka Klepackiego.

## Kampania
Kampania w Red Alert 2 – Yuri’s Revenge jest podzielona na dwie części. Gracz może ją przejść po stronie Aliantów lub Sowietów (każda strona ma do wykonania po 7 misji). Zadania obu grywalnych frakcji polegają głównie na likwidacji głównych ośrodków sił Yuriego (misje mają miejsce m.in. w Londynie, Transylwanii, a nawet Księżycu). Niestety w trybie kampanii zabrakło misji dla samego Yurija. Łącznie do wykonania jest 14 misji.

## Rozgrywka
Tryb budowy jest dokładnie taki sam jak w Red Alert 2 czy innych grach spod znaku C&C. Każda z trzech stron konfliktu posiada taki sam system budowy. Cała rozgrywka polega na zbudowaniu bazy i ważnych budynków (m.in. Koszarów czy Fabryki Wojennej). Dodatkowo trzeba zapewnić bazie stały dostęp do kruszcu, który zostanie przerobiony na kredyty. Są one koniecznie potrzebne do budowy budynków i szkolenia armii. Oczywiście aby baza prawidłowo funkcjonowała potrzebne są również elektrownie. Ponadto każda z frakcji posiada po 2 superbronie. Gracz do wygrania potrzebuje silnej armii, która posłuży do rozprawienia się z wrogiem.

## Fabuła

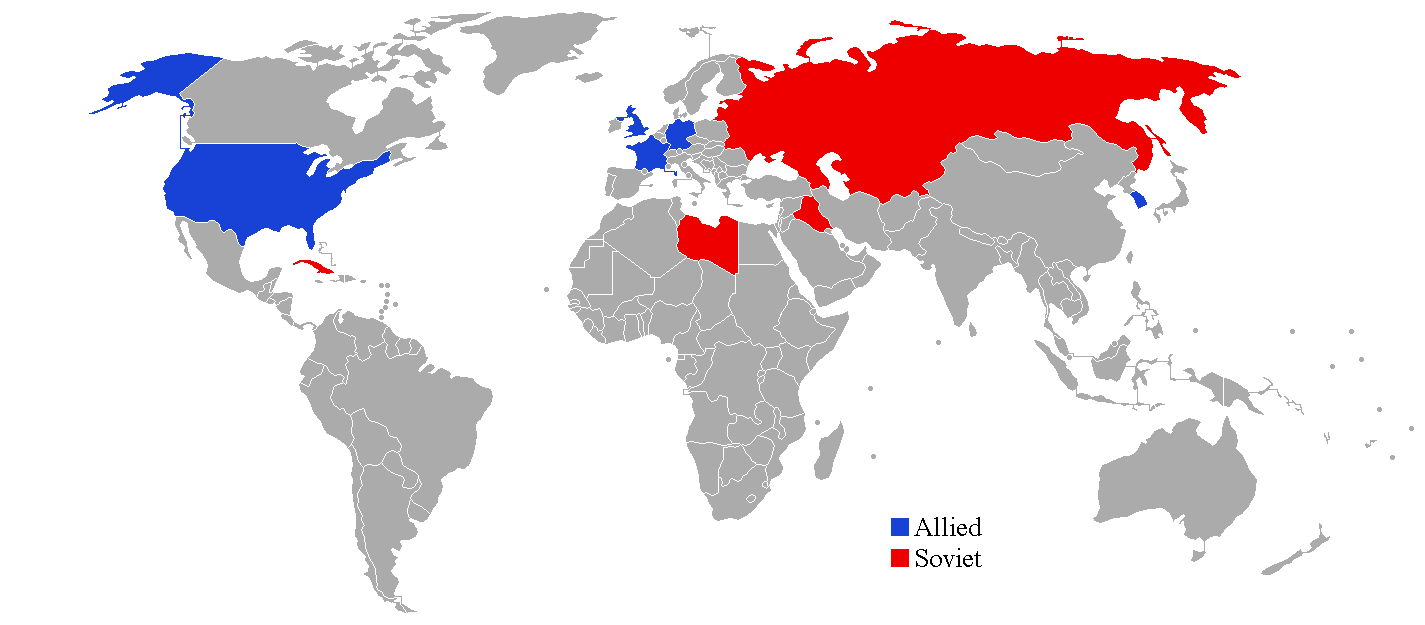
Kraje w grze Red Alert 2; Niebieski: Alianci, Czerwony: Sowieci

Kiedy trwała wojna między Aliantami a Sowietami – od słonecznej Florydy, aż po mroźną Moskwę – Yuri po kryjomu planował, testował i tworzył. Udało mu się zbiec z Kremla, zanim wdarli się tam Alianci dzięki swoim psionicznym zdolnościom. Ewakuował się później do swojego tajnego centrum dowodzenia, które potajemnie skonstruował na Księżycu, i stamtąd nadzorował konstrukcję Dominatorów, potężniejszych wersji zwykłych urządzeń do kontroli umysłu, po ukończeniu których zamierzał przejąć władzę nad światem. Nie udało mu się to ze względu na wykorzystanie przez Aliantów skonstruowanego przez Alberta Einsteina wehikułu czasu, który umożliwił zniszczenie sieci Dominatorów, zanim zostały ukończone, lub, jak było w przypadku dwóch ostatnich, uruchomione.

## Strony konfliktu
W grze jednoosobowej (kampanii) gracz ma okazję wcielić się w jedną z dwóch głównych stron konfliktu – Aliantów lub Sowietów. Zaś w trybie potyczki i gry wieloosobowej możemy stanąć po stronie państw alianckich, sowieckich lub zostać dowódcą wojsk Yuriego. W skład państw alianckich wchodzą (tak samo jak w Red Alert 2): Ameryka, Wielka Brytania, Francja, Niemcy oraz Korea Południowa. Zaś po stronie Sowieckiej mamy do dyspozycji: ZSRR, Kubę, Libię oraz Irak. Podobnie jak w Red Alert 2 wszystkie państwa mają do swojej dyspozycji swoją szczególną jednostkę.